# الحزب العربي الاشتراكي اللبناني
الحزب العربي الاشتراكي اللبناني هو حزب سياسي قومي التوجه، تأسس رسميًا في الأول من نوفمبر عام 2005 بموجب ترخيص قانوني صادر عن وزارة الداخلية اللبنانية. يتولى الأمانة العامة للحزب منذ تأسيسه الدكتور علي حرقوص، الذي أعاد إحياء هذا الاسم التاريخي على الساحة اللبنانية، بدعم من مجموعة من المثقفين والناشطين القوميين والاجتماعيين.

## الخلفية التاريخية
يستند الحزب في تسميته وفكره إلى الإرث السياسي للحزب العربي الاشتراكي، الذي أسسه المفكر القومي أكرم الحوراني في سوريا عام 1950، والذي لعب دورًا محوريًا في بلورة الفكر القومي العربي الحديث. وفي عام 1952، دُمج هذا الحزب مع "حزب البعث العربي"، لتشكيل "حزب البعث العربي الاشتراكي". وفي عام 2005، أعاد الدكتور علي حرقوص هذا الاسم إلى الحياة السياسية في لبنان، كمشروع مستقل يتكيّف مع الواقع اللبناني ويتبنى مبادئ قومية اجتماعية.

## التوجه الفكري والسياسي
ينتمي الحزب العربي الاشتراكي اللبناني إلى المدرسة القومية العربية الاشتراكية، ويتبنى مبادئ الوحدة، الحرية، العدالة الاجتماعية، ورفض التبعية. ويدعو إلى بناء نظام مدني ديمقراطي يحترم التعددية اللبنانية ويعزز الهوية الوطنية ضمن انتماء عربي أوسع. يُركّز الحزب على دعم الطبقات الشعبية من عمال وفلاحين ومثقفين، ويؤمن بأن النهوض العربي لا يتحقق إلا من خلال تحقيق السيادة الاقتصادية والاجتماعية، وكسر الهيمنة الخارجية.

## العلاقة مع حركة الاشتراكيين العرب في سوريا
في عام 2007 جرى تفاهم بين قيادة الحزب العربي الاشتراكي اللبناني وقيادة حركة الاشتراكيين العرب في سوريا، بقيادة الأمين العام الراحل أحمد الأحمد، من أجل التنسيق السياسي والفكري. وقد بنيت هذه العلاقة على القواسم القومية المشتركة والمصطلحات الفكرية المتقاربة، دون اندماج تنظيمي مباشر.
لكن بعد وفاة أحمد الأحمد في 25 آب/أغسطس، وحدوث خلافات داخل صفوف الحركة في دمشق، ترافقت مع خروج الحركة من الجبهة الوطنية التقدمية في سوريا، اجتمع المكتب السياسي للحزب في لبنان بقيادة الدكتور علي حرقوص، وأصدر بيانًا أعلن فيه تحييد الحزب في لبنان عن تلك الخلافات، وعدم ارتباطه بأي نزاع داخلي في الحركة السورية، مؤكدًا على استقلالية الحزب العربي الاشتراكي اللبناني ككيان وطني يعمل في الإطار القانوني للجمهورية اللبنانية.

## الانتشار والتنظيم
منذ تأسيسه، عمل الحزب العربي الاشتراكي اللبناني على الانتشار في مختلف المناطق اللبنانية، فأسس فروعًا له في بيروت، الجنوب، البقاع، الشمال، وجبل لبنان. ويضم الحزب هيئات تنظيمية تشمل: المكتب السياسي، والمكاتب التخصصية مثل الإعلام، الشباب، العلاقات الخارجية، العمال والفلاحين، والتنظيم. يعتمد الحزب على التمويل الذاتي في نشاطه، ويرفض أي دعم مالي خارجي، حفاظًا على استقلاليته السياسية.

## الشعار والهوية

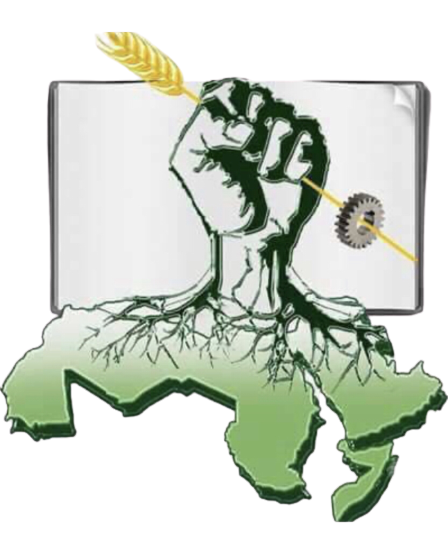
شعار الحزب العربي الاشتراكي اللبناني

يرفع الحزب شعارًا مركزيًا هو: "أمة واحدة، نهضة مستمرة". ويعتمد شعارًا بصريًا يتكون من رموز تعكس هويته القومية والاجتماعية:
- خريطة الوطن العربي: ترمز إلى وحدة الأرض والمصير.
- قبضة مرفوعة: تعكس المقاومة والانتماء الشعبي.
- سنبلة قمح: تمثل الكرامة الزراعية والسيادة الغذائية.
- ترس معدني: يرمز إلى العمال والصناعة الوطنية.
- كتاب مفتوح: يعبر عن المعرفة والتعليم كأدوات للنهوض القومي.

## فهرس
- روبرت فيسك ، أشفق على الأمة: لبنان في حالة حرب ، لندن: مطبعة جامعة أكسفورد، (الطبعة الثالثة 2001). –
- توم نجم وروي سي أموري، القاموس التاريخي للبنان ، الطبعة الثانية، القواميس التاريخية لآسيا وأوقيانوسيا والشرق الأوسط، دار رومان وليتل فيلد للنشر، لانهام، بولدر، نيويورك ولندن 2021. رقم ISBN 9781538120439, 1538120437
- ويد ر. جوريا، السيادة والقيادة في لبنان، 1943-1976 ، مطبعة إيثاكا، لندن 1985. رقم ISBN 978-0863720314
- من هو من الشخصيات البارزة في لبنان 2007-2008 ، منشورات بابليتيك ودي جرويتر ساور، بيروت / ميونيخ 2007. رقم ISBN 978-3-598-07734-0
- زئيف شيف وإيهود يعاري، حرب لبنان الإسرائيلية ، سايمون وشوستر، نيويورك 1985. –